# Raión de Gagarin
Raión de Gagarin (en ucraniano: Гагарінський район, en ruso: Гагаринский район) es un raión o distrito urbano de la ciudad de Sebastopol, limitando con la República Autónoma de Crimea de Ucrania o República de Crimea de Rusia. Su situación política es disputada. En la actualidad, Rusia administra y gobierna la ciudad bajo el estatus de ciudad federal. Por su parte, Ucrania, a la que controlada la ciudad hasta marzo de 2014, no reconoce la anexión a Rusia.
Comprende una superficie de 61 km².
Debe su nombre al reconocido cosmonauta soviético Yuri Gagarin.

## Demografía
Según estimación 2010 contaba con una población total de 110.000 habitantes.